# Nettonationaleinkommen

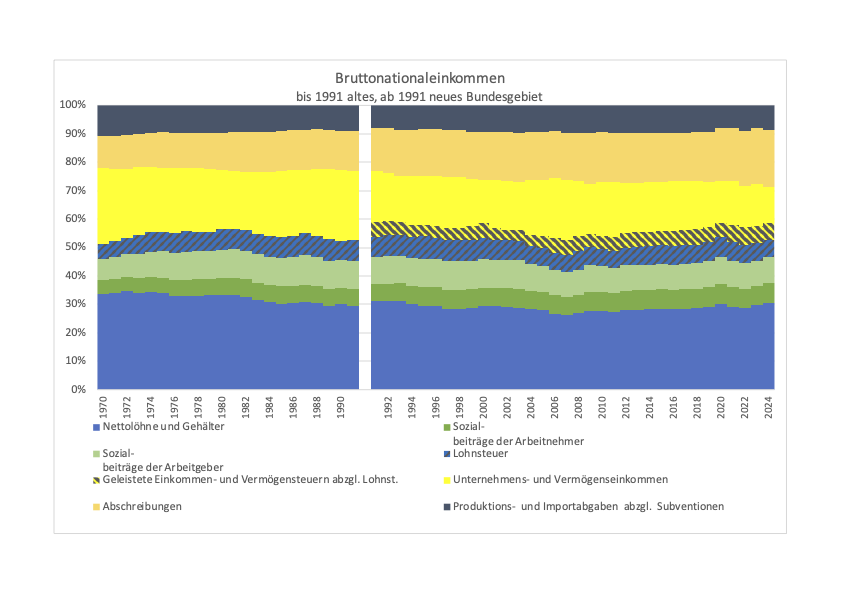
BNE-Verteilung

Das Nettonationaleinkommen (NNE, bis zur Einführung des Europäischen Systems volkswirtschaftlicher Gesamtrechnungen im Jahr 1995 Nettosozialprodukt (NSP) genannt) ist eine statistische Größe und volkswirtschaftliche Kennzahl der Volkswirtschaftlichen Gesamtrechnung, die die wirtschaftliche Leistung einer Volkswirtschaft in einer bestimmten Rechnungsperiode (meist ein Jahr) charakterisieren soll und vor allem als Einkommensindikator dient.

## Allgemeines
Das Nettonationaleinkommen ist eine Unterform des Nationaleinkommens. Subtrahiert man vom Bruttonationaleinkommen {\displaystyle BNE} die Abschreibungen {\displaystyle D}, erhält man das Nettonationaleinkommen {\displaystyle NNE}:
{\displaystyle BNE-D=NNE}.
Als Zwischensumme lässt sich vom {\displaystyle NNE} ausgehend das Volkseinkommen {\displaystyle Y} errechnen:
{\displaystyle NNE-T_{i}+S=Y}.
Dabei sind die indirekten Steuern {\displaystyle T_{i}} und die Subventionen {\displaystyle S} zu berücksichtigen, denn die indirekten Steuern haben die Marktpreise erhöht und die Subventionen die Marktpreise ermäßigt.

## Arten
Ist lediglich vom „Nettonationaleinkommen“ ohne entsprechenden spezifizierenden Zusatz die Rede, ist in aller Regel dasjenige zu Marktpreisen, also das Primäreinkommen gemeint.

### Primäreinkommen
Das Primäreinkommen (= Nettonationaleinkommen zu Marktpreisen) {\displaystyle NNE_{m}} ergibt sich aus dem ebenfalls mit Marktpreisen bewerteten Bruttonationaleinkommen durch Abzug der Abschreibungen oder aus dem Nettoinlandsprodukt zu Marktpreisen durch Addition des Saldos der Erwerbs- und Vermögenseinkommen, die an das Ausland gezahlt bzw. aus dem Ausland {\displaystyle A} bezogen werden:
{\displaystyle NNE_{m}=BNE-A=NIP_{m}+F}

### Volkseinkommen
Das Volkseinkommen (= Nettonationaleinkommen zu Faktorkosten) {\displaystyle NNE_{f}} errechnet sich aus dem Nettonationaleinkommen zu Marktpreisen durch Subtraktion der Gütersteuern (Grundsteuer, Mehrwertsteuer, Tabaksteuer, Versicherungssteuer, Zölle) {\displaystyle T_{g}} und Addition der Subventionen {\displaystyle Sub} oder aus dem Nettoinlandsprodukt zu Faktorkosten {\displaystyle F} wieder durch Addition des Saldos der Erwerbs- und Vermögenseinkommen:
{\displaystyle NNE_{f}=NNE_{m}-T_{g}+Sub=NIP_{f}+F}

## Verfügbares Einkommen der Volkswirtschaft
Erhöht man schließlich das Nettonationaleinkommen zu Marktpreisen (Primäreinkommen) um die Transferleistungen (Übertragungen) aus der übrigen Welt und vermindert es um die Transfers an die übrige Welt, erhält man das verfügbare Einkommen der Volkswirtschaft. 
In der Abbildung ist das Bruttonationaleinkommen gleich 100 % gesetzt. Ohne die Abschreibungen (oberste Größe, pink) ergibt sich das Nettonationaleinkommen zu Marktpreisen (Primäreinkommen). Das Nettonationaleinkommen zu Marktpreisen ohne den Saldo aus Gütersteuern und Gütersubventionen (zweitoberste Größe, grau-weiß gekachelt) ergibt das Nettonationaleinkommen zu Faktorkosten (Volkseinkommen).
Aus Perspektive der Verwendungsrechnung ist das Nettonationaleinkommen zu Marktpreisen als die Summe aus Konsum der Privathaushalte (Privatkonsum) und Staatskonsum, den Nettoinvestitionen der Unternehmen und des Staates sowie dem Außenbeitrag definiert.